# Jamesonia madidiensis
Jamesonia madidiensis är en kantbräkenväxtart som först beskrevs av M. Kessler och A. R. Sm., och fick sitt nu gällande namn av Maarten J.M. Christenhusz. Jamesonia madidiensis ingår i släktet Jamesonia och familjen Pteridaceae. Inga underarter finns listade.